# Sils im Domleschg
Sils im Domleschg (rétorománsky Seglias) je obec ve švýcarském kantonu Graubünden, okresu Viamala. Nachází se asi 20 kilometrů jihozápadně od kantonálního hlavního města Churu, v nadmořské výšce 633 metrů. Má necelých 1 000 obyvatel.

## Geografie

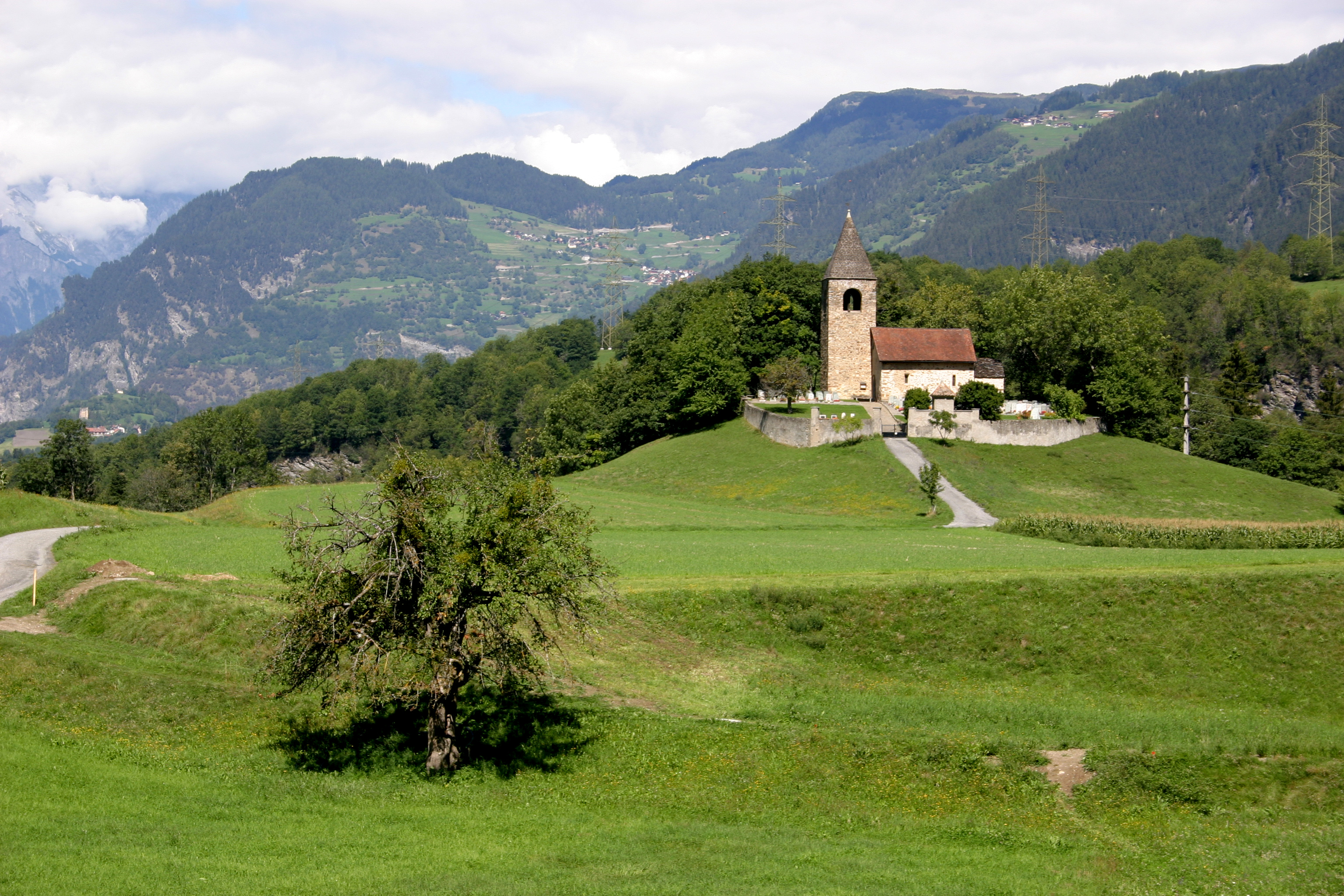
Kostel St. Cassian, nacházející se na okraji obce

Domleschg je považován za jedno z nejrozmanitějších údolí v Graubündenu. Díky mimořádně příznivému klimatu se Domleschg nazývá také sadem Graubündenu. Když tu na jaře začnou kvést jabloně, je možné v pozadí vidět hory, které jsou ještě zasněžené. Díky zvláštní zeměpisné poloze s úzkými, snadno kontrolovatelnými dopravními cestami se údolí Domleschg stalo oblastí s největší hustotou hradů v Evropě. K obci Sils im Domleschg patří hrad Baldenstein, zřícenina hradu Campell, hrad Hohen Rätien a hrad Ehrenfels (Sils). V obci se nacházejí také skalní malby Carschenna.
Obec leží v nadmořské výšce okolo 650 metrů, nedaleko severního vstupu do soutěsky Via Mala. Na okraji katastru teče Zadní Rýn, do kterého se těsně za Silsem vlévá řeka Albula. Na Albule se nachází také vodní elektrárna Sils.
Sousedními obcemi jsou ve směru hodinových ručiček od severu Fürstenau, Scharans, Vaz/Obervaz, Mutten, Zillis-Reischen, Rongellen a Thusis.

## Historie

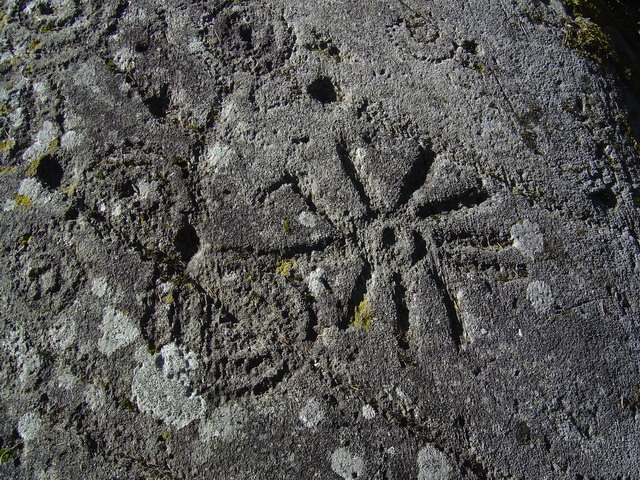
Rytiny Carschenna

Na území obce byly v roce 1965 objeveny významné skalní rytiny mezinárodního významu. Známé jsou pod jednotným názvem Carschenna, a to podle místa nálezu. Petroglyfy se totiž nacházejí severovýchodně od Crap Carschenna v nadmořské výšce přibližně 1080–1110 metrů na výrazné, ledovcem obrušované skalní hraně. Jsou vyryty na 9-10 jednotlivých skalních deskách různých velikostí, rozmístěných v okruhu asi 400 metrů. Skalní malby byly do skály vytesány speciální technikou klování, tj. selektivně špičatým předmětem, pravděpodobně kovovým dlátem. Výklad je velmi nejistý a částečně i sporný. Zda se jedná o čistě umělecké ztvárnění (např. vytvořené pastýři pasoucími dobytek), vyjádření kultovních akcí nebo dokonce o kultistický fenomén (např. zobrazení nebeských těles nebo hvězd), se dosud nepodařilo rozluštit.
První písemná zmínka o obci pochází z roku 1149 ve slovním spojení de Sillas. Ve středověku byl Sils im Domleschg výchozím bodem stezky Viamala na pravém břehu Rýna. Do roku 1456 patřil Sils k území hrabat Schamsů z Werdenbergu, poté se stal součástí domleschgského panství diecéze Chur. Na území obce se nacházejí hrady Baldenstein, Campell a Ehrenfels. Kostel svatého Jana na Hohenrätienu byl až do 15. století údolním kostelem pro Domleschg na levém břehu Rýna, kromě samotného Silsu. Reformace byla v obci zavedena v letech 1525–1530. Starý farní kostel sv. Kassiána se po postavení vesnického kostela v roce 1619 stal pohřební kaplí. Až do roku 1851 sousedil Sils se soudní farností Fürstenau; v roce 1709 byla vykoupena panská práva biskupa. Převažoval chov dobytka a zemědělství. Od roku 1832 vedly časté záplavy k rozsáhlým přehradám. V roce 1887 došlo v obci k požáru. V letech 1868–1869 byla postavena silnice Schinstrasse a v letech 1895–1896 druhá silnice Talstrasse. Od roku 1903 je v Sils nádraží Rhétské dráhy (na Albulské dráze), od roku 1910 sídlo curyšské elektrárenské společnosti a od roku 1961 elektrárny Hinterrhein.

## Obyvatelstvo

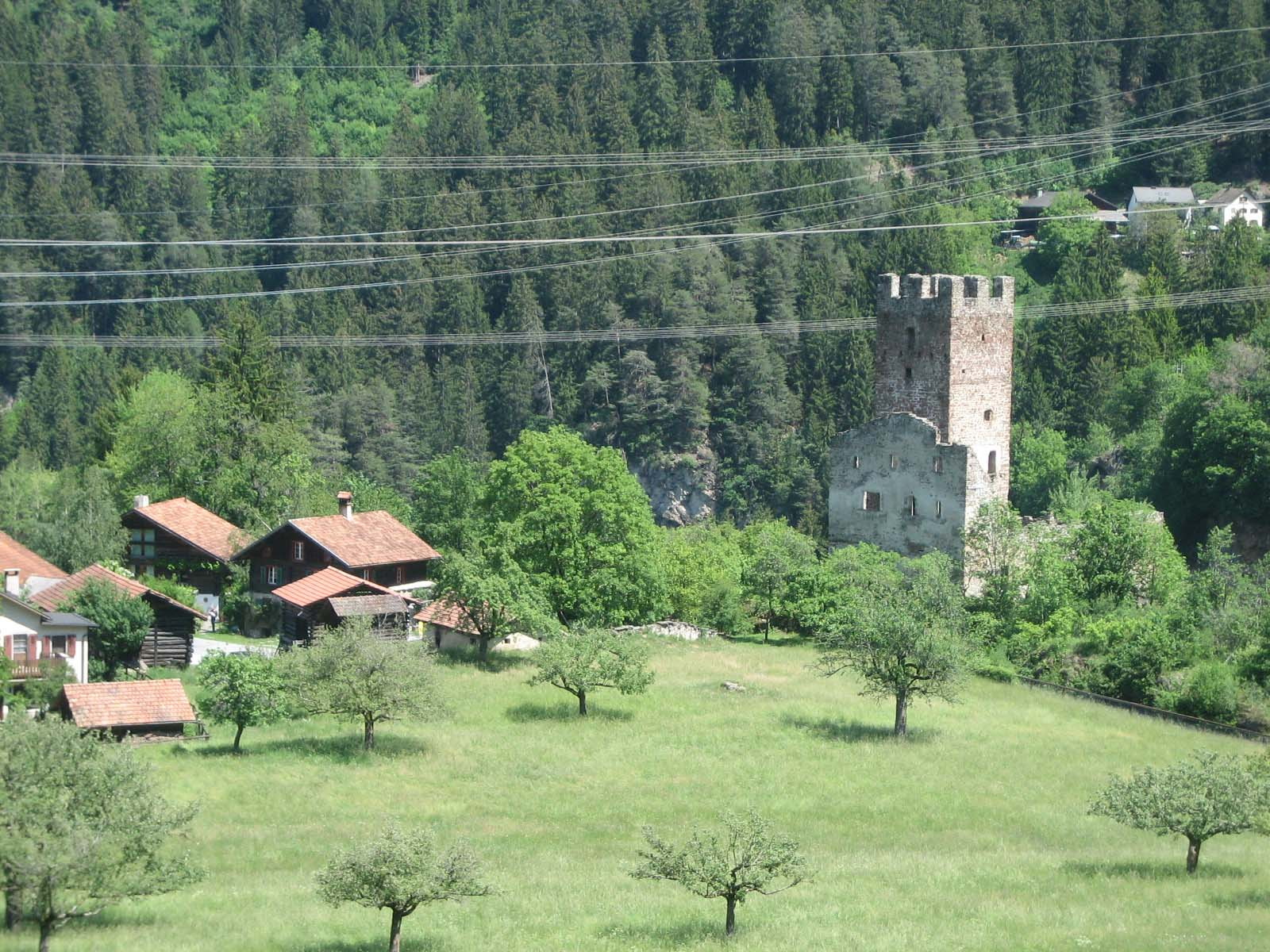
Jeden z místních hradů – Campell

Původně malá obec zažívá výrazný nárůst počtu obyvatel zejména po roce 1970, a to především díky přistěhovalectví jak z jiných částí Švýcarska, tak ze zahraničí. Na konci roku 2020 se již počet obyvatel blížil hranici 1 000.
| Rok            | 1803 | 1850 | 1900 | 1910 | 1950 | 1980 | 1990 | 2000 | 2005 | 2019 |
| Počet obyvatel | 277  | 295  | 621  | 541  | 590  | 826  | 794  | 880  | 854  | 960  |

### Jazyky
Až do 19. století se v Sils hovořilo téměř výhradně jazykem sutselvisch, což je jeden z graubündenských dialektů rétorománštiny. Díky silným německým vlivům a strategické poloze na tranzitní cestě však místní obyvatelé začali hromadně přecházet na němčinu. V roce 1900 bylo v obci už méně než 10 % obyvatel mluvících primárně rétorománsky a od roku 1920 má obec němčinu jako jediný úřední jazyk. V současnosti se mluvčí rétorománštiny počítají v jednotkách obyvatel; podobný je také počet obyvatel používajících italštinu. Vývoj v posledních desetiletích ukazuje následující tabulka:
| Jazyky v Silsu |                   |                   |                   |                   |                   |                   |
| Jazyk          | Sčítání lidu 1980 | Sčítání lidu 1980 | Sčítání lidu 1990 | Sčítání lidu 1990 | Sčítání lidu 2000 | Sčítání lidu 2000 |
| Jazyk          | Počet             | Podíl             | Počet             | Podíl             | Počet             | Podíl             |
| Němčina        | 612               | 74,09 %           | 646               | 81,36 %           | 764               | 86,82 %           |
| Rétorománština | 56                | 6,78 %            | 34                | 4,28 %            | 14                | 1,59 %            |
| Italština      | 104               | 12,59 %           | 60                | 7,56 %            | 25                | 2,84 %            |
| Počet obyvatel | 826               | 100 %             | 794               | 100 %             | 880               | 100 %             |

## Doprava

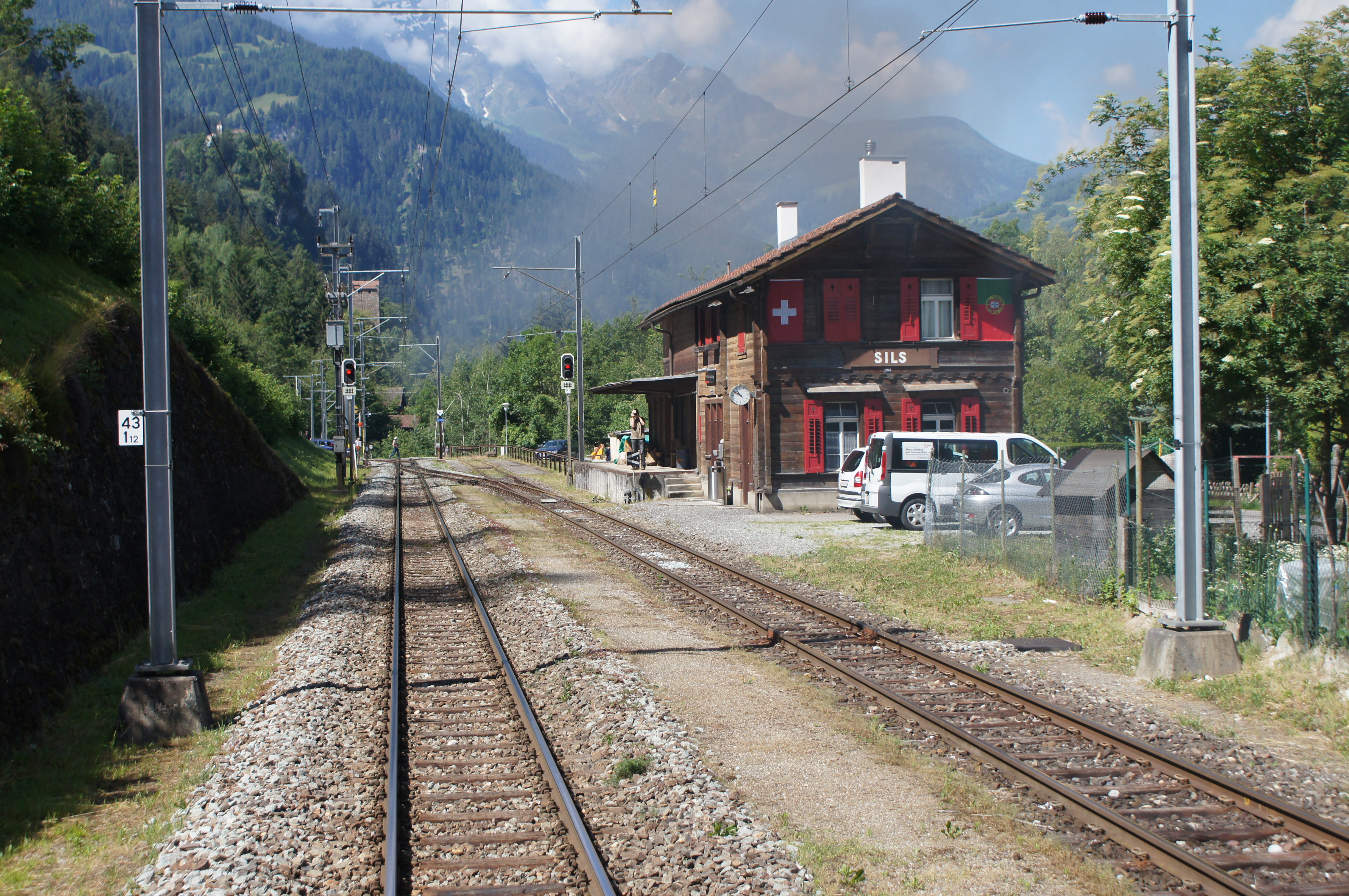
Železniční stanice Sils im Domleschg

Obec leží přímo u dálnice A13 v trase St. Margrethen – Chur – Bellinzona. Železniční stanice Sils im Domleschg se nachází na slavné Albulské dráze; vzhledem ke své poloze zcela mimo centrum obce na ní však pro nezájem cestujících již žádné osobní vlaky nezastavují a plní tak pouze dopravní funkci (křižování, předjíždění vlaků). Veřejnou dopravu do obce tak zajišťují pouze žluté autobusy Postauto.